# FK Metalurh Zaporizzsja
Az FK Metalurh Zaporizzsja (ukránul: Футбо́льний Клуб Металу́рг Запорі́жжя, oroszul: Футбо́льный Клуб Металлу́рг Запоро́жье) egy ukrán labdarúgócsapat, melynek székhelye Zaporizzsja városában található. Jelenleg az ukrán élvonalban szerepel. Színei: fekete-fehér.
Hazai mérkőzéseiket a 11756 fő befogadására alkalmas Szlavutics Arénában játsszák.

## Történelem
A klubot 1935-ben alapították. Az 1930-as években helyi, regionális bajnokságokban szerepeltek és csak néha játszottak szovjet első osztályú csapatok ellen, melyek közül a legismertebb ellenfél a Szpartak Moszkva volt. 1939-ben és 1940-ben Lokomotiv néven megnyerték az ukrán bajnokságot. 1949 októberében a klub nevét átkeresztelték Metalurh-ra. 1950-ben elindultak a szovjet kupában, ahol a legjobb 64 között a Lokomotiv Petrozavodszk 5–0-s legyőzésével továbbjutottak, azonban a következő körben kiestek. Egy évvel később, többek közt a Gyinamo Minszket (1–0) és a Lokomotyiv Moszkvát (4–0) legyőzve a nyolcaddöntőig jutottak. 1953-ban –miután 1952-ben megnyerték az ukrán bajnokságot– bemutatkoztak a szovjet bajnokságban. 1953 és 1962 között a másodosztályban szerepeltek, majd 1963-ban sikerült feljutniuk az élvonalba és egészen 1971-ig tagjai is voltak.
1991-ben Ukrajna miután kivált a Szovjetunióból és független állam lett, megalakult az önálló ukrán bajnokság is. A Metalurh a bajnokság alapítócsapatai között volt. Legjobb eredményük egy 5. hely, melyet az 1995–96-os szezonban értek el. Az ukrán kupában 2006-ban egészen a döntőig meneteltek, ahol ugyan vereséget szenvedtek a Dinamo Kijiv ellen, de ennek ellenére indulhattak az UEFA-kupa 2006–07-es idényében.
Az ukrán bajnokság megalakulásától kezdve minden szezonban az első osztály tagjai voltak, egészen a 2010–11-es bajnoki szezon végéig, amikor az utolsó helyen végeztek és kiestek. Egy évre rá a második helyen zártak a második vonalban és visszajutottak.

## Sikerei
Ukrán másodosztály
- Ezüstérmes (1): 2011–12

Ukrán kupa
- Döntős (1): 2005–06

## Keret
2013. szeptember 5. állapotoknak megfelelően.
| #  |     | Poszt | Név                |
| -- | --- | ----- | ------------------ |
| 1  | UKR | K     | Maksym Startsev    |
| 2  | UKR | V     | Andriy Sakhnevych  |
| 3  | MNE | V     | Saša Balić         |
| 4  | BRA | V     | Matheus            |
| 7  | UKR | KP    | Ivan Matyazh       |
| 8  | UKR | KP    | Oleksandr Maksymov |
| 9  | UKR | KP    | Vitaliy Havrysh    |
| 10 | BRA | KP    | Junior             |
| 11 | UKR | KP    | Oleksiy Hodin      |
| 12 | SVK | K     | Libor Hrdlička     |
| 13 | UKR | V     | Ihor Korotetskiy   |
| 14 | UKR | CS    | Andriy Shevchuk    |

| #  |     | Poszt | Név               |
| -- | --- | ----- | ----------------- |
| 17 | UKR | V     | Andriy Nesterov   |
| 19 | UKR | KP    | Serhiy Rudyka (C) |
| 21 | UKR | KP    | Yuriy Shturko     |
| 23 | UKR | K     | Valeriy Yurchuk   |
| 24 | UKR | CS    | Ruslan Platon     |
| 30 | BRA | CS    | Léo Passos        |
| 31 | UKR | KP    | Yevhen Pisotskyi  |
| 33 | UKR | V     | Dmytro Ulyanov    |
| 36 | CMR | V     | Adolphe Teikeu    |
| 37 | UKR | CS    | Taras Lazarovych  |
| 39 | UKR | V     | Yevhen Opanasenko |
| 77 | POR | KP    | Serginho          |

## Külső hivatkozások
- Hivatalos honlap
- Legutóbbi eredményei a soccerway.com-on (angolul)